# Conflicte al Sudan del Sud
El conflicte del Sudan del Sud és un conflicte armat que va tenir lloc entre el juny de 2011 i l'agost de 2020 als estats del sud de Sudan, Kordofan i Nil Blau, on s'hi veu involucrat el Moviment Popular d'Alliberament del Sudan-Nord (SPLM-N), una filial nord de l'Exèrcit Popular d'Alliberament del Sudan del Sud. No s'ha de confondre amb la Segona Guerra Civil sudanesa.

## Antecedents
L'Acord de Pau Complet de l'any 2005 va posar punt final a la Segona guerra civil sudanesa involucrant el govern sudanès i els rebels de l'Exèrcit Popular d'Alliberament del Sudan.

## La guerra
Amb la independència del Sudan del Sud el 9 de juny del 2011, la principal preocupació del govern ha estat aconseguir que el petroli flueixi després de desacords amb Khartum, i la producció només es va reprendre a l'abril de l'any següent. Amb la manca d'unes eleccions democràtiques, els signes de fricció dins del partit governant SPLM es van produir al juliol quan el president Salva Kiir, d'ètnia dinka, la més gran del país, va acomiadar el seu diputat Riek Machar, de la segona comunitat més gran, els nuer.
Va esclatar de nou la violència en aparèixer una divisió de l'Exèrcit Popular d'Alliberament del Sudan al Kordofan del Sud, estenent-se al Nil Blau, lluny de la capital, Juba, havent provocat a finals de desembre 1.500 morts i 73.000 desplaçats. El conflicte passà a formar part de la Guerra del Darfur un cop al mes de novembre del 2011 quan l'SPLM-N estableix una aliança amb els rebels de Darfur, els Front Revolucionari del Sudan (SRF).
Els combats es van intensificar el gener de 2015 a mesura que el govern d'Omar al-Bashir intentava recuperar el control del territori rebel abans de les eleccions generals d'abril de 2015. Amb l'enderrocament d’al-Bashir a l’abril del 2019, després de mesos de protestes, l’SRF va anunciar un alto el foc de tres mesos, amb l'esperança de facilitar la transició a la democràcia, i això va dur a l'inici de les negociacions de pau entre els rebels i el nou govern provisional.

## Procés de pau
El procés de pau sudanès es va formalitzar amb el projecte de declaració constitucional d’agost de 2019, signat per representants civils i militars durant la revolució sudanesa, que obliga a fer un acord de pau a Kordofan del Sud i al Nil Blau (i a Darfur) durant els primers sis mesos de el període de transició de 39 mesos al govern civil democràtic.
El 31 d'agost de 2020 es va signar l'acord de pau global a Juba, al Sudan del Sud, entre el govern de transició del Sudan i el Front Revolucionari del Sudan. El Moviment Popular d'Alliberament del Sudan-Nord (SPLM–N) dirigit per Abdelaziz al-Hilu i el Moviment/Exèrcit d'Alliberament del Sudan dirigit per Abdul Wahid al Nur es van negar a signar l'acord, però el 3 de setembre es va arribar a un acord entre el govern de transició i la facció rebel SPLM-N a Addis Abeba per separar religió i estat i no discriminar l’ètnia de ningú per tal d’assegurar el tracte igualitari de tots els ciutadans del Sudan.

## Conseqüències
El 15 d'abril de 2023 va començar una guerra entre les Forces Armades Sudaneses (SAF) i les paramilitars Forces de Suport Ràpid (RSF), faccions rivals del govern militar del Sudan, i els combats es van concentrar al voltant de la capital Khartum i la regió de Darfur.